# Caviramidae
Caviramidae — родина птерозаврів, що існувала у пізньому тріасі (228—201 млн років тому). Таксон запропонований у 2020 році науковцем з Кембріджа Метью Бейроном. Його було визначено як найменш інклюзивну кладу, яка включає Arcticodactylus cromptonellus і Caviramus schesaplanensis.

## Ситематика
Припускається, що члени Caviramidae можуть належать або до родин Eudimorphodontidae (Arcticodactylus і Carniadactylus) і Raeticodactylidae (Caviramus і Raeticodactylus), або до базових еоптерозаврів (Austriadraco і Seazzadactylus). Проте Барон, автор Caviramidae, у своєму аналізі дійшов висновку, що і Eopterosauria, і Eudimorphodontidae не є монофілетичними, тому він створив родину Caviramidae, яка містить більшість еудіморфодонтид і базальних еоптерозаврів. Крім того, Барон як підгрупу в Caviramidae включив кладу Austriadraconidae з родами Arcticodactylus, Austriadraco та Seazzadactylus.